# Warluis
Warluis – miejscowość i gmina we Francji, w regionie Hauts-de-France, w departamencie Oise.
Według danych na rok 1990 gminę zamieszkiwało 1129 osób, a gęstość zaludnienia wynosiła 99 osób/km² (wśród 2293 gmin Pikardii Warluis plasuje się na 249. miejscu pod względem liczby ludności, natomiast pod względem powierzchni na miejscu 359.).